# Aglaea

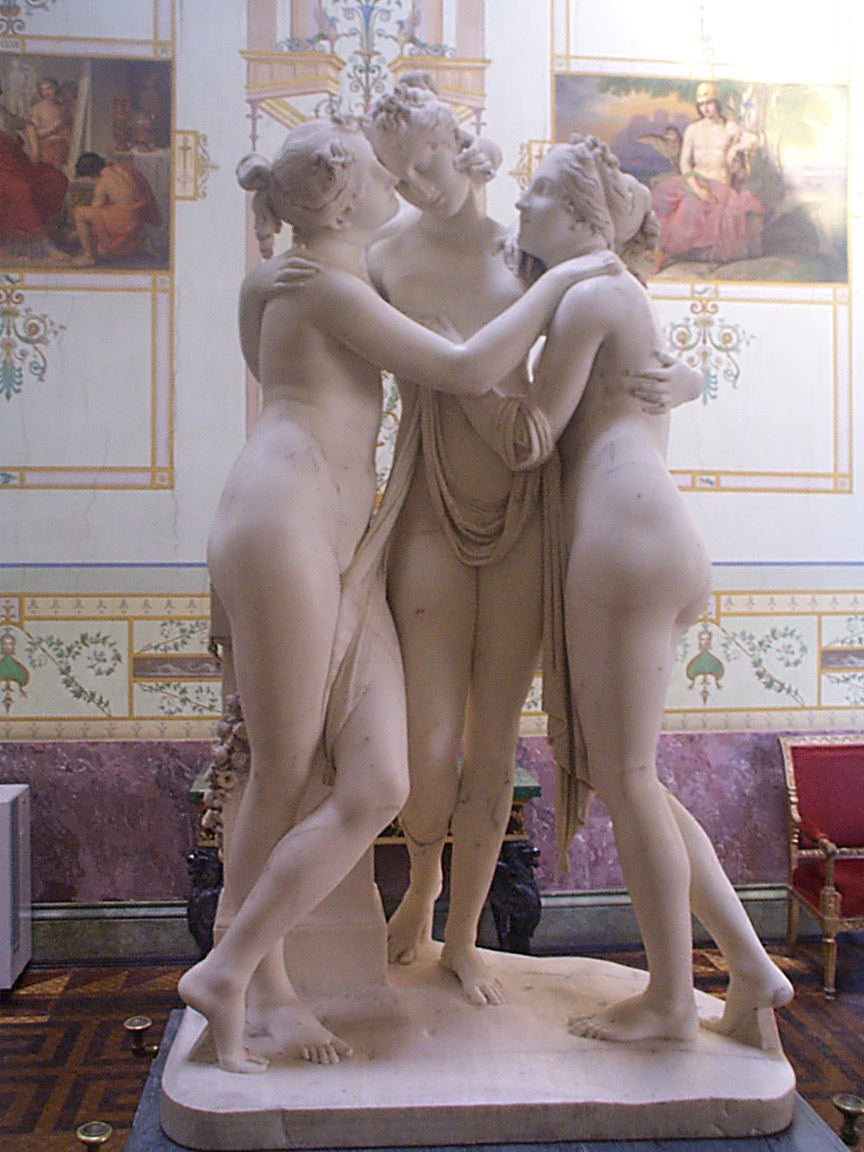
Aglaea (în centru), așa cum a fost reprezentată în sculptura Cele Trei Grații a lui Antonio Canova, împreună cu surorile ei

Aglaea, Aglae sau Aglaia (în greacă Ἀγλαΐα „splendoarea, strălucitoarea”) este numele mai multor figuri din mitologia greacă, dintre care cea mai cunoscută este una dintre cele trei Grații.

## Una din cele trei Grații
Aglae este zeița greacă a frumuseții, a splendorii, a gloriei și a măreției.
Ea este cea mai tânără dintre cele trei Grații, deși Homer cunoștea o grație mai tânără numită Pasithea („Nălucirea”). Aglaea este una dintre cele trei fiice ale lui Zeus și fie ale oceanidei Eurynome, fie ale Eunomiei, zeița disciplinei și a bunei rânduieli. Cele două surori ale ei sunt Euphrosyne, zeița bucuriei sau a veseliei, și Thalia, zeița festivităților și a banchetelor îmbelșugate. Împreună sunt cunoscute ca cele Trei Grații și, ca atare, participau, de obicei, la banchetele organizate de zeița frumuseții Afrodita, al cărei mesager era uneori Aglaea.
Aglaea a fost cunoscută, de asemenea, sub numele de Charis (Grația) și Cale (Frumusețea).
Aglae a fost căsătorită cu Hefaistos, după divorțul său de Afrodita, și a devenit prin el mama Eucleei („Buna Reputație”), a Euphemei („Aprecierea”), Eutheniei („Prosperitatea”) și a Philophrosynei („Întâmpinarea ospitalieră”).

## Alte apariții în mitologie
- Aglaea, zeița/personificarea strălucirii bunei sănătăți, și o fiică a lui Asclepios și a lui Epione. Surorile ei erau Hygieia, Panacea, Aceso și Iaso,[8][9] iar frații ei au fost Machaon, Podaleirios și Telesphoros.
- Aglaea sau Ocalea, fiica lui Mantineus. S-a căsătorit cu Abas și a avut gemeni: Acrisius și Proetus.[10]
- Aglaea, fiica lui Thespius și Megamede. Ea i-a născut lui Heracle un fiu pe nume Antiades.[11]
- Aglaea, o nimfă. Ea este mama, prin Charopus, a lui Nireus.[12][13][14]
- Aglaea, mama lui Melampus și Bias, prin Amythaon.[15]